# 高卢-罗马文化

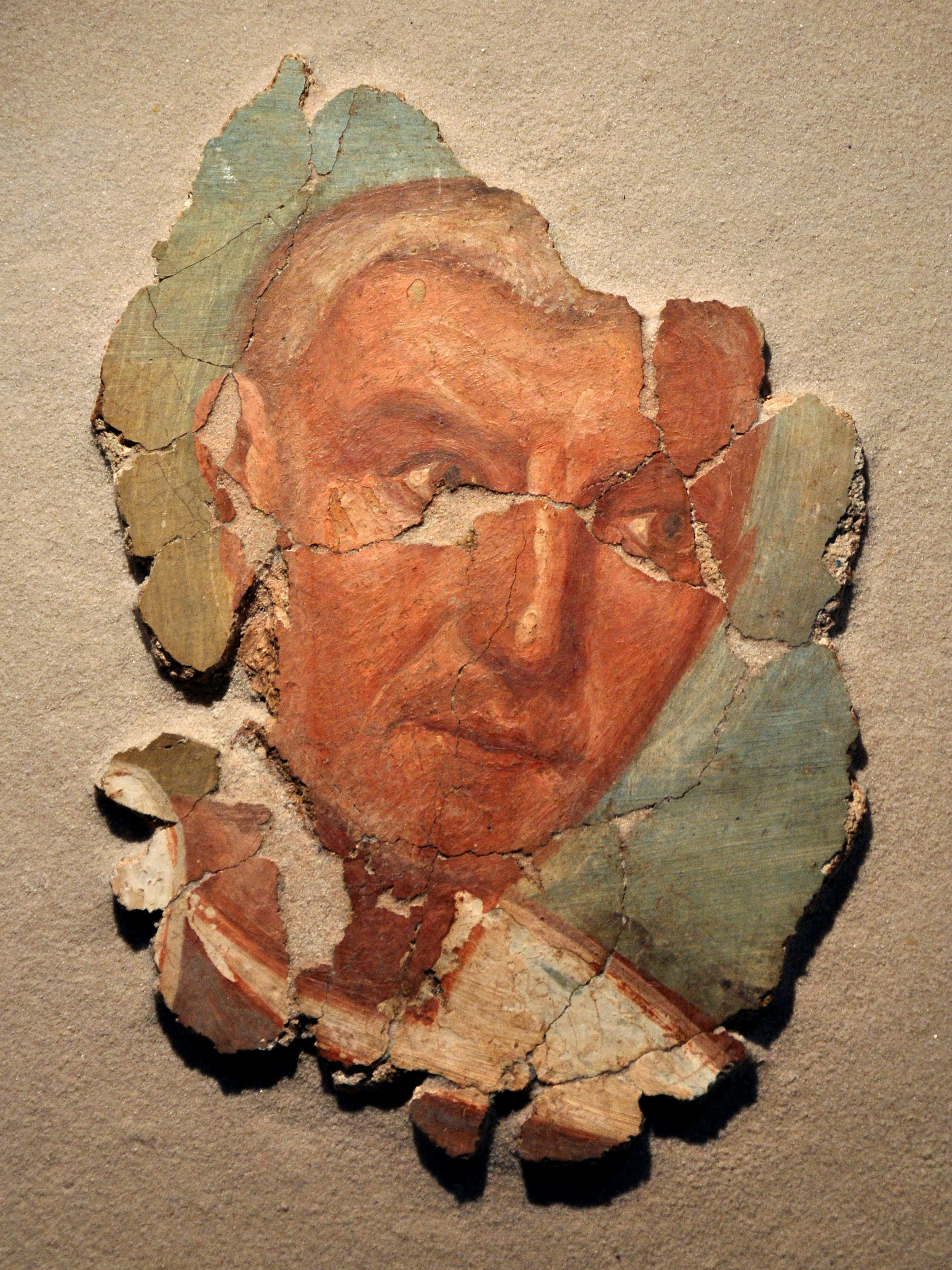
带有高卢-罗马人壁画的墙体碎片，来自埃夫勒，公元250-275年

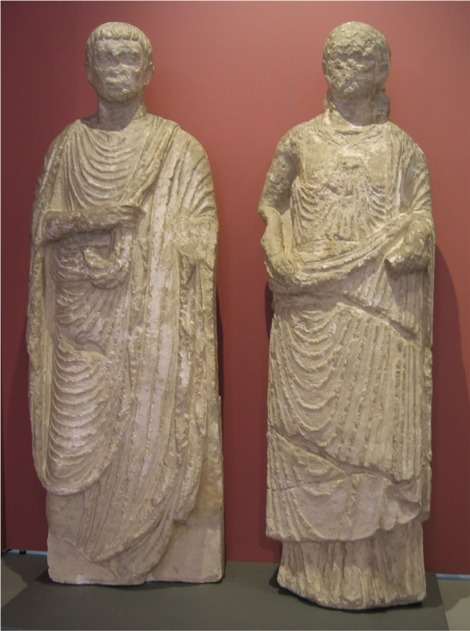
在莱茵河畔英格尔海姆发掘的高卢-罗马人像

高卢-罗马文化是羅馬帝國统治下的高卢人被罗马化的结果。其特点是高卢人在独特的高卢背景下，采用或适应罗马文化、语言、道德和生活方式。在高卢地区的文化融合得到了充分的研究，这为历史学家提供了一个模型，可以用来比较和对比其他研究较少的同时期罗马行省的罗马化进程。